# Krugloozernoje
Krugloozernoje (ryska: Круглоозерное) är en ort i Kazakstan.   Den ligger i oblystet Västkazakstan, i den västra delen av landet, 1 400 km väster om huvudstaden Astana. Krugloozernoje ligger 28 meter över havet och antalet invånare är 2 977.
Terrängen runt Krugloozernoje är platt. Runt Krugloozernoje är det mycket glesbefolkat, med 7 invånare per kvadratkilometer. Närmaste större samhälle är Oral, 18,0 km norr om Krugloozernoje. Trakten runt Krugloozernoje består till största delen av jordbruksmark.